# جسر القرم

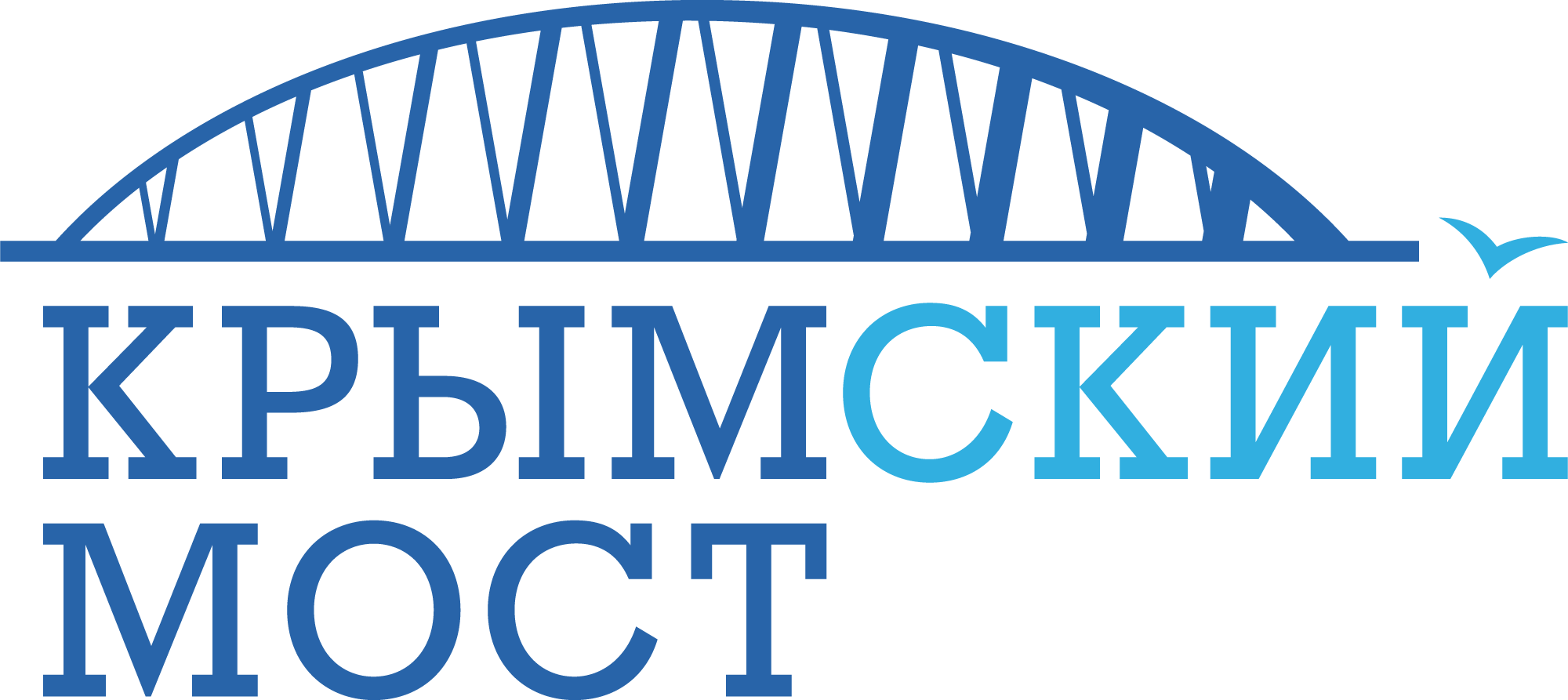
شعار جسر القرم

جسر القرم (بالروسية: Крымский мост)، أو جسر مضيق كيرتش هو أطول جسر في أوروبا يربط بين شبه جزيرة القرم ومقاطعة كراسنودار كراي الروسيتين. زوج من الجسور متوازية (واحد لحركة مرور المركبات، واحدة للسكك الحديدية). يبلغ مسافة الجسر 19 كم (12 ميل). في يناير/كانون الثاني عام 2015 أُبرم عقد بمليارات الدولارات لبناء الجسر. وفي مايو 2015 بدأ في بناء الجسر؛ وتم افتتاحه في 15 مايو/أيار 2018. وتم
الانتهاء من وصلة السكك الحديدية في أوائل عام 2019.
وقد تم افتتاح حركة الشاحنات على جسر القرم بتاريخ 1 أكتوبر عام 2018 أي قبل الوقت المحدد لافتتاح الجسر.
بدأ التفكير بالجسر منذ عام 1903 على الأقل، وبدأ التخطيط الفعلي له عام 2014 بعد ضم روسيا لشبه جزيرة القرم. في يناير 2015، مُنحَ عقد إنشاء الجسر الذي بلغت قيمته عدة مليارات من الدولارات لشركة سترويجازمنتز (بالإنجليزية:  Stroygazmontazh)‏ المملوكة لأركادي روتنبرج. بدأ تشييد الجسر في فبراير 2016، وافتتح الرئيس الروسي فلاديمير بوتين جسر الطريق في 15 مايو 2018، وفتح أمام السيارات في 16 مايو، وللشاحنات في 1 أكتوبر. افتتح جسر السكة في 23 ديسمبر 2019، وتم افتتاح أول قطار ركاب عبر الجسر في 25 ديسمبر 2019، ومن المقرر افتتاح الجسر لقطارات الشحن في 1 يوليو 2020.
أطلق على الجسر اسم «جسر القرم» بعد التصويت عليه على الإنترنت في ديسمبر 2017، في حين كان «جسر كيرتش» و«جسر إعادة التوحيد» ثاني وثالث الأسماء المقترحة من حيث أعلى نسبة تصويت.

## التاريخ

### مقترحات ومحاولات ما قبل الضم

#### جسر كيرتش للسكك الحديدية
ربط جزيرة القرم بالبر الروسي كان حلم قديم من زمن القياصرة في روسيا وأيضا في زمن الاتحاد السوفيتي.
تم بحث مقترحات بناء جسر مضيق كيرتش منذ أوائل القرن العشرين. خلال الحرب العالمية الثانية، قامت منظمة تودت الألمانية ببناء عربة رفع بحرية تستخدم لنقل المعدات فوق المضيق. تم الانتهاء منه في يونيو 1943 وكان طاقته اليومية 1000 طن. بدأ بناء الطريق المشترك وجسر السكك الحديدية في أبريل 1943، ولكن قبل الانتهاء منه، فجرت القوات الألمانية المنسحبة الأجزاء المكتملة بالفعل من الجسر ودمرت عربة الرفع.
وبنى الاتحاد السوفييتي جسر سكة حديد بطول 4.5 كم (2.8 ميل) عبر المضيق عام 1944، بيد أنه لم يصمم كجسر دائم وشابته أخطاء في التصميم والبناء، ودمّر في فبراير عام 1945 بتدفق الجليد. رُفض الاقتراح الرامي إلى مجرد إصلاح الجسر بسرعة، وتم تفكيك بقايا الجسر المدمّر، مع تصميم جسر دائمٍ بدلاً من ذلك.

#### المقترحات السوفيتية
في عام 1949، أمرت الحكومة السوفييتية ببناء جسر مشترك من طبقتين بطول 5.969 كيلومتر (3.709 ميل) (ممرين للطريق في الطبقة العليا وخطين للسكك الحديدية في الطبقة السفلى)، مع مسافة فارغة تبلغ 40 مترًا في الأسفل، يربط بين ييني - كالي مع شوشكا سبيت، ولكن في عام 1950 توقف البناء وأنشئ خط عبّارة بدلًا من ذلك.
تم تطوير نسخة جديدة من الجسر الثابت وهو مشروع محطات مياه كيرتش منذ منتصف الستينيات، مقترحًا نظامًا للسدود والجسور عبر المضيق. لم يتم تنفيذ المشروع بسبب نقص التمويل وانهيار الاتحاد السوفيتي.

#### الاتفاقيات بين الحكومتين الأوكرانية والروسية
نجت فكرة جسر مضيق كيرتش -الذي يهدف الآن إلى أن يصبح رابطاً دولياً ثابتاً بين الدول المستقلة لروسيا وأوكرانيا- من تفكك الاتحاد السوفيتي، ولكن في عام 1994 فشلت الحكومتان الروسية والأوكرانية في إنهاء المشروع. كان عمدة موسكو السابق يوري لوجكوف مدافعاً صريحاً عن فكرة الجسر السريع عبر المضيق، معرباً عن أمله في أن يقرب القرم من روسيا اقتصادياً ورمزياً. وقد أعربت السلطات الموالية لروسيا في القرم عن آمال مماثلة، حيث كانت تأمل في أن يساهم الجسر إما في «إحياء طريق الحرير» أو في طريق متعدد الجنسيات على طول ساحل البحر الأسود.
أعاد مجلس وزراء أوكرانيا النظر في بناء الجسر في عام 2006، وصرّح وزير النقل الأوكراني آنذاك ميكولا رودكوفسكي أنه يتوقع أن يكون الجسر «إيجابياً لشبه جزيرة القرم» لأنه سيسمح «لكل سائح يزور روسيا القوقاز بزيارة شبه جزيرة القرم أيضًا». تمت مناقشة هذه القضية من قبل رئيسي وزراء البلدين في عام 2008، وتوقعت إستراتيجية النقل في روسيا التي تم تبنيها في ذلك العام بناء جسر مضيق كيرتش كقضية ذات أولوية قصوى لتطوير البنية التحتية للنقل في المنطقة الفيدرالية الجنوبية في الفترة 2016-2030، على أن يتم إنشاء التصميم بحلول عام 2015.
في عام 2010 وقّع الرئيس الأوكراني فيكتور يانوكوفيتش والرئيس الروسي دميتري ميدفيديف اتفاقية لبناء جسر عبر مضيق كيرتش، ووقعت روسيا وأوكرانيا مذكرة تفاهم متبادل بشأن بناء الجسر في 26 نوفمبر عام 2010. أعلنت الحكومة الأوكرانية في دراسة أجرتها عام 2011 عن تفضيلها الأولي لطريق بين كيب فونار وكيب مالي كوت. لو أن هذا المشروع قد تم إنجازه، لكان يعني بناء جسر بطول 10.92 كم (6.79 ميل)، مع 49 كم (30 ميل) من الطرق المجاورة و 24 كم (15 ميل) من خطوط السكك الحديدية المجاورة.
أدى تعليق اتفاقية الشراكة بين أوكرانيا والاتحاد الأوروبي في نوفمبر 2013 إلى زيادة الاهتمام ببناء جسر بين شبه جزيرة القرم وشبه جزيرة تامان الروسية، وتم التوقيع على اتفاقية لبناء هذا الجسر كجزء من خطة العمل الأوكرانية الروسية في 17 ديسمبر 2013. في أواخر يناير عام 2014 قررت الحكومتان الأوكرانية والروسية أن يتم تكليف شركة أوكرانية روسية مشتركة جديدة للتعامل مع بناء الجسر، في حين أن المؤسسة الحكومية الروسية للطرق السريعة الروسية (Avtodor) ستصبح مسؤولة عن الجسر على المدى الطويل. بالإضافة إلى ذلك، تقرر أن تقوم مجموعة عمل خاصة بتحديد الموقع وتحديد المعايير الفنية. قدرت وزارة التنمية الاقتصادية والتجارة في أوكرانيا أن البناء سيستغرق خمس سنوات ويتراوح تكلفته بين 1.5 و 3 مليارات دولار. في أوائل فبراير عام 2014 صدرت تعليمات للطرق السريعة الروسية من قبل النائب الأول لرئيس وزراء روسيا للعمل على دراسة جدوى تُنشر في عام 2015.
في الأشهر التالية ومع تدهور العلاقات انهارت المفاوضات الثنائية حول الجسر، ومع ذلك ادّعت روسيا أنها تتوقع الوفاء بصفقات ديسمبر 2013، وفي 3 مارس وقع رئيس الوزراء دميتري ميدفيديف مرسوماً حكومياً لإنشاء شركة تابعة لشركة Avtodor للإشراف عليها. تم الإعلان عن مسابقة للمسح الهندسي لمشروع الجسر من قبل تلك الشركة التابعة في 18 مارس، ولكن بحلول ذلك الوقت كانت فرضية المسابقة، والتي لا تزال تشير إلى اتفاقيات 2013، قد عفا عليها الزمن بالفعل.

### بعد الضم وبدء الإنشاء
بعد ضم الاتحاد الروسي للقرم في مارس 2014 وسط تدهور حاد في العلاقات الأوكرانية الروسية، أصبح مشروع جسر مضيق كيرتش جزءاً أساسياً من الخطط الروسية لدمج الأراضي التي تم ضمها حديثًا إلى روسيا. على الرغم من أن أوكرانيا فقدت السيطرة على شبه الجزيرة، إلا أنها كانت لا تزال قادرة على عزلها عن طريق إغلاق روابط النقل الحيوية، لأن روسيا على عكس أوكرانيا لم يكن لديها روابط برية مع شبه جزيرة القرم في ذلك الوقت. واستخدام خط عبارات مضيق كيرتش كان له قيوده: غالباً كانت حركة العبارات تتوقف بسبب سوء الأحوال الجوية، وغالباً ما كان هناك طوابير طويلة من المركبات.
بصرف النظر عن الضرورة العملية، كان للجسر غرض رمزي: فقد كان من المفترض أن يظهر إصرار روسيا على الاحتفاظ بشبه جزيرة القرم، وباعتباره ارتباطاً «ماديًا» للجزيرة بالأراضي الروسية. لم يعد مشروع البنية التحتية الثنائي وتصميم وبناء جسر مضيق كيرتش يعلق على الرفوف بل أصبح حقيقة واقعة، حيث قامت روسيا منذ ذلك الوقت فصاعداً بتنفيذه من جانب واحد.
أعلن الرئيس الروسي فلاديمير بوتين أن روسيا ستبني جسرًا للسكك الحديدية فوق المضيق في 19 مارس 2014، بعد يوم واحد فقط من مطالبة روسيا رسميًا بشبه جزيرة القرم. في يناير 2015 مُنح عقد بناء الجسر لمجموعة SGM، التي تمت معاقبة مالكها Arkady Rotenberg (الذي ورد أنه صديق شخصي مقرب لبوتين) دولياً رداً على تورط الجيش الروسي في أوكرانيا. نقلاً عن بي بي سي نيوز، قامت شركة SGM ببناء خطوط الأنابيب ولم يكن لديها خبرة مطلقاً في بناء الجسور.
في أبريل 2014 أعطت الحكومة الأوكرانية روسيا إشعاراً لمدة ستة أشهر بانسحابها من اتفاقية جسر كيرتش الثنائية التي لم تعد موجودة الآن. منذ ذلك الحين أدانت الحكومة الأوكرانية بشدة بناء روسيا للجسر باعتباره غير قانوني، لأن أوكرانيا «كدولة ساحلية فيما يتعلق بشبه جزيرة القرم» لم تعط موافقتها على مثل هذا البناء، ودعا روسيا إلى هدم «تلك الأجزاء من هذا الهيكل الواقعة داخل الأراضي الأوكرانية المحتلة مؤقتًا». تم فرض عقوبات من قبل الولايات المتحدة والاتحاد الأوروبي ضد الشركات المشاركة في البناء، ومنذ ديسمبر 2018 استمرت الجمعية العامة للأمم المتحدة مراراً وتكراراً بإدانة بناء الجسر وفتحه باعتباره «تسهيلًا لمزيد من الاحتلال لشبه جزيرة القرم» و «تقييد حجم السفن التي يمكنها الوصول إلى الموانئ الأوكرانية على ساحل آزوف». من ناحية أخرى أكدت روسيا أنها «لن تطلب الإذن من أي شخص لبناء بنية تحتية للنقل من أجل سكان المناطق الروسية».

## التصميم

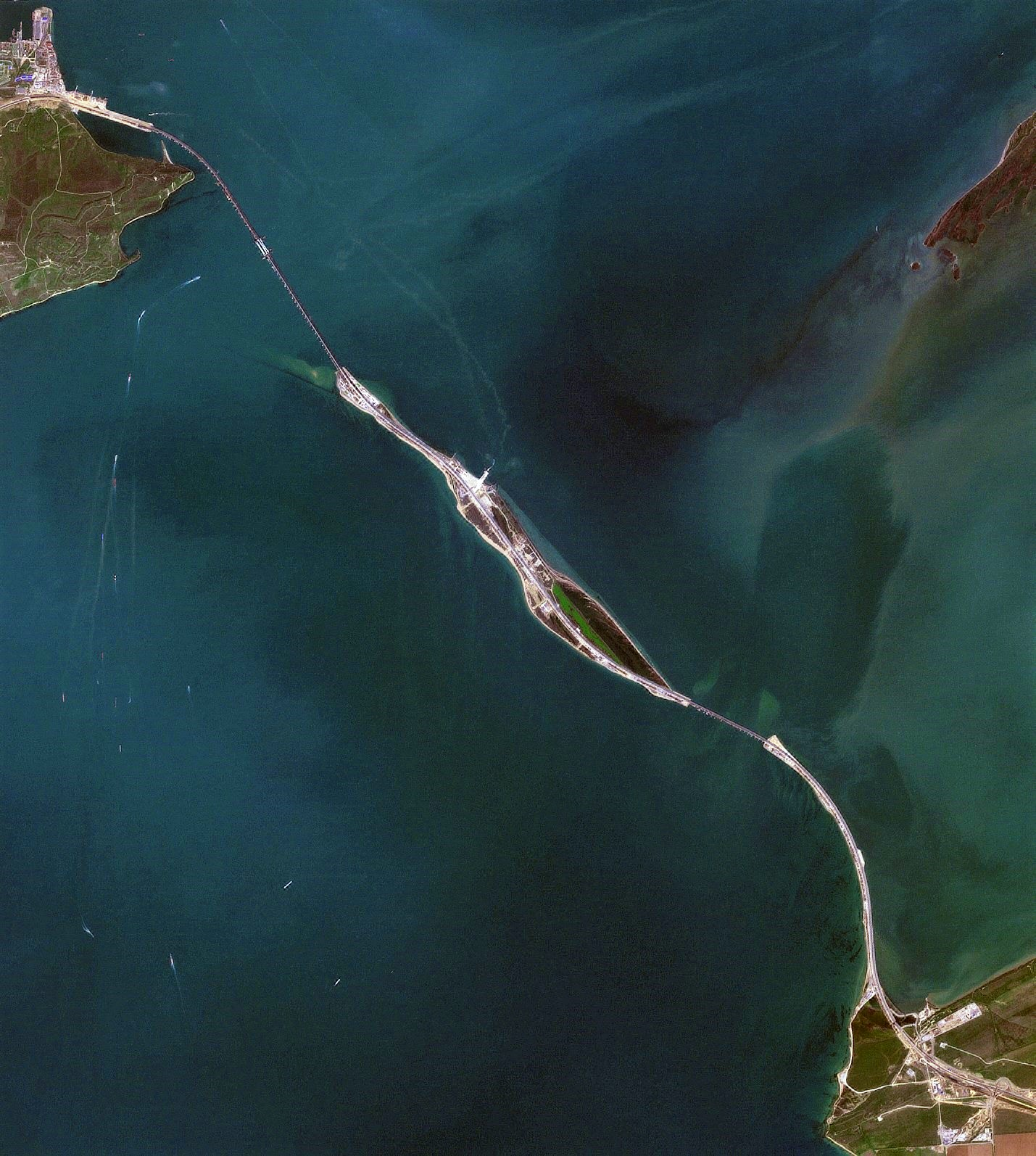
صورة جوية للجسر عام 2018

نظر المسؤولون الروس بعد الضم في خيارات مختلفة لربط شبه جزيرة القرم بالبر الروسي، بما في ذلك نفق، لكنهم استقروا في النهاية على جسر.
احتوى مقطع فيديو رسمي من أكتوبر 2015 على تصميم ثلاثي الأبعاد باستخدام الكمبيوتر لتصميم الجسر، مع شرحه بقياسات مختلفة. أظهر الفيديو جسر طريق سريع ذو سطح مستو يتكون من أربعة مسارات يعمل بالتوازي مع سكة حديد منفصلة ذات مسارين. سيكون الجزء الرئيسي من الجسر الذي يمر فوق قناة الشحن في مضيق كيرتش مدعوم بقوس فولاذي، بعرض 227 مترًا (745 قدمًا) مع ارتفاع 35 مترًا (115 قدمًا) فوق الماء للسماح للسفن بالمرور تحتها. سيكون هناك ثلاثة أجزاء: من شبه جزيرة تامان إلى توزلا سبيت وهي مسافة 7 كم (4 ميل)؛ مروراً بجزيرة توزلا مسافة 6.5 كم (4.0 ميل)؛ ومن جزيرة توزلا إلى شبه جزيرة القرم 5.5 كم (3.4 ميل) أي ما يعادل 19 كم (12 ميل) إجمالاً.
كان المفهوم النهائي بمثابة تغيير كبير عن المشروع الأولي الذي تم النظر فيه في أواخر عام 2014، والذي كان مقرر بناء جسرين (جسور وسكك حديدية متوازية بين شبه جزيرة تامان وتوزلا سبيت، وجسر مع سكة حديدية ذو طابقين بين جزيرة توزلا وشبه جزيرة كيرتش) وجسر في توزلا سبيت. تم إلغاء هذا التصميم، واعتبر الجسر محفوفًا بالمخاطر بحيث لا يمكن الاعتماد عليه نظراً لعدم استقرار توزلا سبيت. كان السبب الرسمي للتخلي عن الجسر ذي طابقين واستبداله بهيكلين متوازيين متواصلين؛ هو أن الحل الأخير يسمح بمسافات أقل ضخامة وبإنشاء كلا الجسرين في وقت واحد (بدلاً من الاضطرار إلى بناء مستوى واحد من الجسر أولاً قبل البدء في الثاني)، وهو قرار مهم نظراً لمطالب الحكومة الروسية بأن يتم تشغيل طريق السيارات والسكك الحديدية بسرعة. تم تفضيل «طريق توزلا» على البدائل الأقصر (بدءًا من تشوشكا سبيت)، خاصةً لأن القيام بخلاف ذلك كان سيتعارض مع خط العبارات الذي لا يزال قيد التشغيل، وأيضاً التأثير على طرق النقل بين روسيا وشبه جزيرة القرم.
تم بناء الجسر من قبل شركة Stroygazmontazh Ltd (SGM)، والتي لم تقم من قبل ببناء جسر رئيسي. بسبب مخاطر العقوبات، لم تكن أي شركة تأمين دولية على استعداد لتأمين خسارة محتملة قدرها 3 مليارات دولار. تم تأمينه بدلاً من ذلك من قبل شركة صغيرة في شبه جزيرة القرم.
إن جيولوجيا مضيق كيرتش صعبة: فهو يحتوي على صدع تكتوني، والقاعدة الصخرية مغطاة بطبقة من الطمي بطول 60 مترًا (197 قدمًا). تم العثور على حوالي 70 بركاناً طينياً في منطقة المضيق. يدعم الجسر أكثر من 7000 ركيزة؛ تم إنشاء هذه الركائز لتصل عمق 91 متراً (300 قدماً) تحت سطح الماء. تكون بعض الركائز صممت بزاوية لجعل الهيكل أكثر استقراراً أثناء الزلازل.
أعرب بعض الخبراء عن شكوكهم في أن يكون البناء متيناً نظرًا للظروف التكتونية والتيار البحري في المضيق.

## البناء
بدأت الأعمال الأولية في الجسر في مايو 2015. عُثر على أكثر من 200 قنبلة وعدد قليل من الطائرات (بما في ذلك طائرة من طراز إليوشن إل-2 وكورتيس بي-40 كيتيتهاوك) من فترة الحرب العالمية الثانية في المنطقة أثناء عمليات التنظيف السابقة للبناء. بُنيت ثلاثة جسور مؤقتة لتيسير الوصول إلى المباني الرئيسية (المستقلة عن الجو والتيارات). بحلول أكتوبر 2015، كان قد تم تشييد أول جسر مؤقت يربط جزيرة توزلا وشبه جزيرة تامان.
في 15 مايو 2018، سار بوتين بقافلة من الشاحنات وهو يقود واحدةً منها بنفسه عبر الجسر في حفل افتتاحه، افتتح الجسر لحركة مرور السيارات في 16 مايو 2018. وللشاحنات في 1 أكتوبر.
استمر بناء جسر السكة. في يونيو 2018، تم الانتهاء من وضع الأساسات العميقة، وفي يوليو 2018 بدأ نشر السكك الحديدية.
في أكتوبر 2018 ذكرت إدارة طرق تامان الروسية أنه أثناء وضع أحد خطوط السكك الحديدية في مكانها، انحرفت وسقطت في البحر. وقد حدث ذلك في القسم البحري بين توزلا سبيت وجزيرة توزلا. في نوفمبر 2018 أنجزت أعمدة السكك الحديدية.
في 24 مارس 2019 أفاد المركز الصحافي للجسر عن استكمال بناء خطوط السكك الحديدية، وفي 18 يوليو أبلغ عن استكمال السكك الحديدية للجسر. في أكتوبر 2019 أُجّل فتح قطار الشحن حتى عام 2020، وكان السبب الرسمي هو التأخير في بناء السكك الحديدية المتصلة بالسكك الحديدية بسبب اكتشاف موقعًا قديمًا في شبه جزيرة كيرتش. بدأ بيع تذاكر القطارات عبر مضيق كيرتش في نوفمبر 2019. في 18 ديسمبر 2019 اعتبر جسر السكك الحديدية جاهزًا للتشغيل، وافتتح الرئيس بوتين الجسر رسميًّا في 23 ديسمبر. وكان أول قطار ركاب مجدول قد عبر الجسر في 25 ديسمبر 2019، بينما من المقرر افتتاح الجسر لقطارات الشحن في 1 يوليو 2020.
يوفر تصميم الجسر القدرة على تركيب نظام سكة حديد مكهربة باستخدام أسلاك علوية للسكك الحديدية «عند الحاجة لاتخاذ مثل هذا القرار»، مما لا يتطلب إعادة بناء هياكل الجسر. في انتظار توصيل الكهرباء للجسر يتم تخديمه بواسطة قاطرة الديزل الكهربائية.

## علم الآثار
تم العثور على جزء من تمثال يوناني كبير من الطين في موقع بناء جسر القرم أثناء الحفر تحت الماء بالقرب من منطقة بورون. وفقًا لعلماء الآثار يعد هذا اكتشافًا فريداً لأنه الأول من نوعه الذي يتم العثور عليه في منطقة شمال البحر الأسود.

## التفجير
في صباح يومِ الثامن من تشرين الأول/أكتوبر 2022 على الساعة الـ 6:07 صباحًا (بتوقيت موسكو) وفي ظلِّ أحداث الغزو الروسي لأوكرانيا، هزَّ انفجارٌ جزءًا من جسر القرم وهو ما أسفر عن مقتل ثلاثة أشخاص، كما اشتعلت سبع عربات وقود لقطار سكة حديد عابر، مما تسبَّب في اندلاع حريق واسع امتدَّ لجسرِ السكك الحديدية الموازي، وانهيار نصفين من جسرِ الطريق.

## صناعة الأفلام
كما تم إنتاج فيلم كوميدي رومانسي للمخرج السينمائي الروسي تيغران كيوسايان حول بناء الجسر، أطلق على الفيلم اسم جسر القرم. صنع بحب! [الإنجليزية]. تم طرحه رسميًا في دور السينما في روسيا في 1 نوفمبر 2018.

## معرض صور

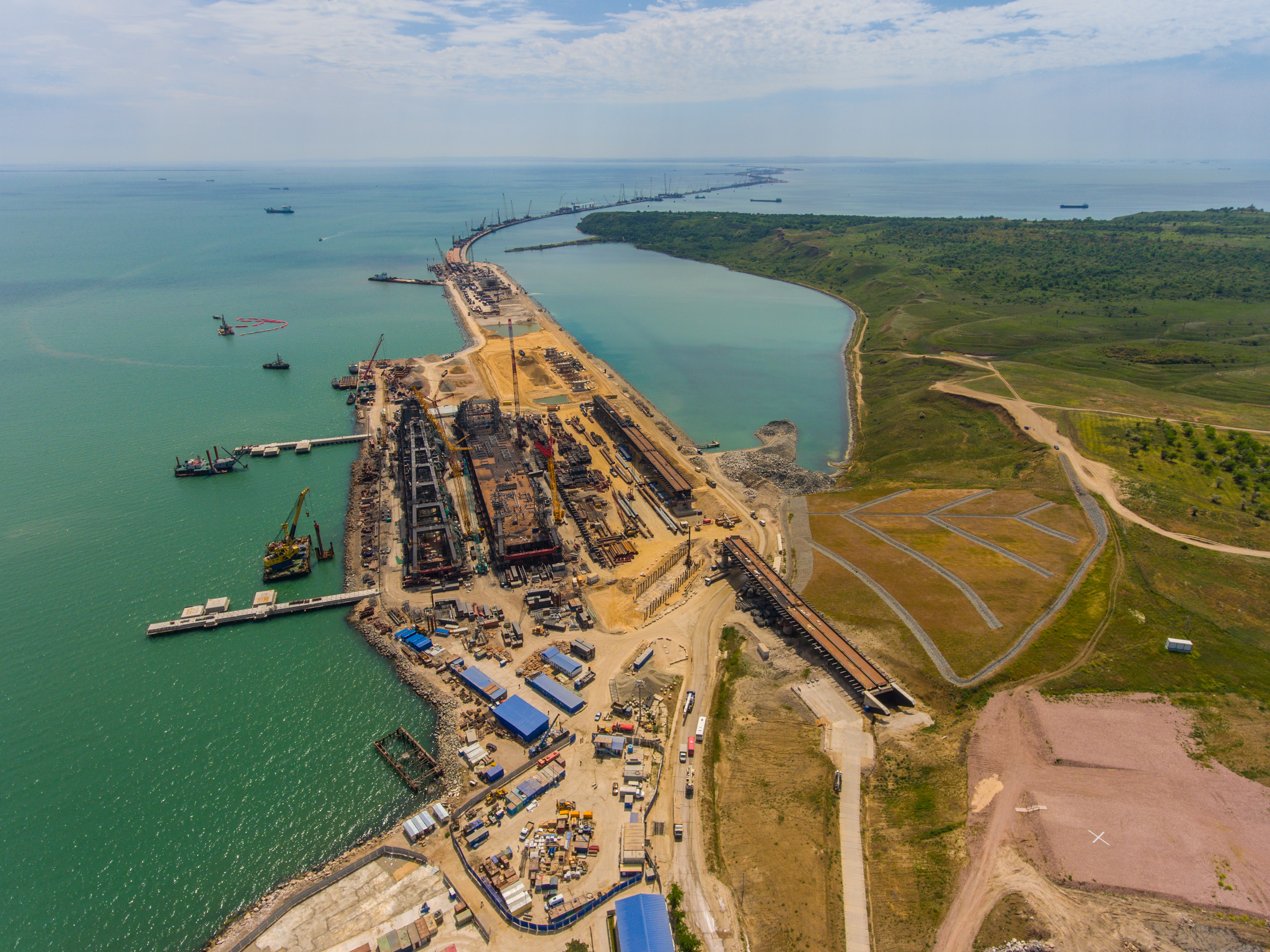
بناء الدعامات وتركيب أول جزء للجسر من جانب كيرتش. في نفس الوقت يتم ردم موقع البناء ويبدأ تجميع أقواس الجسر.
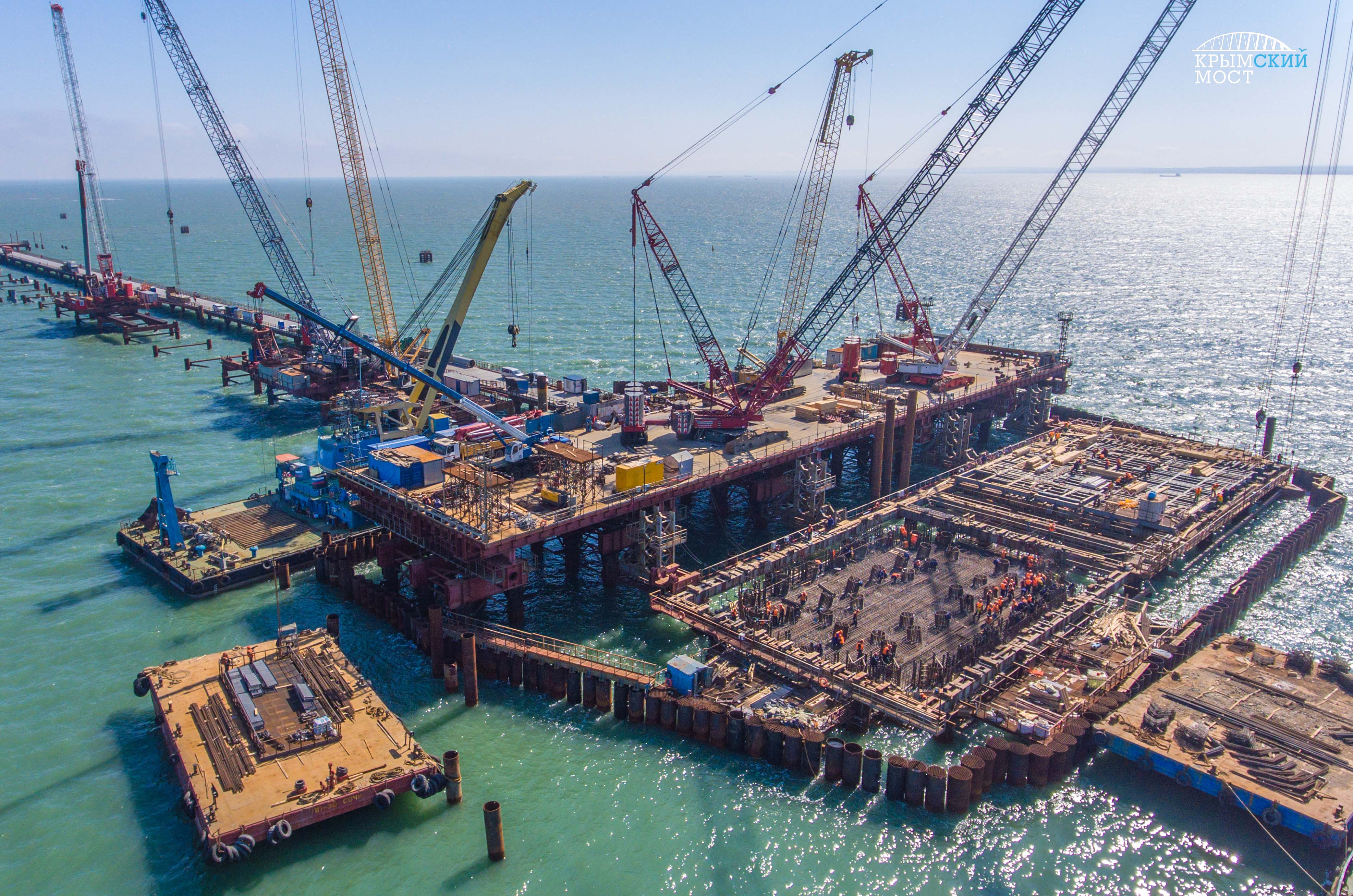
بناء أعمدة الجسر.
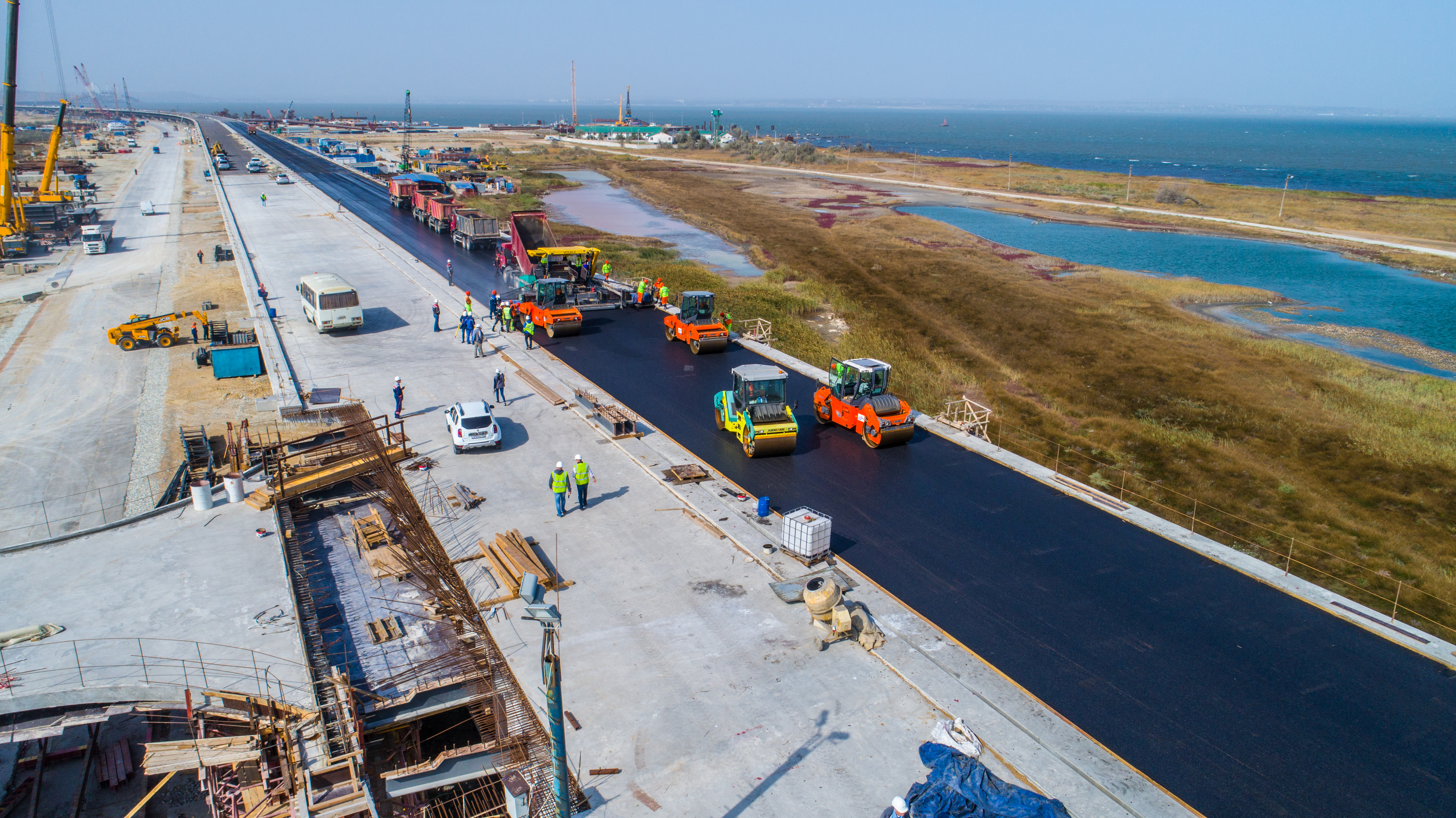
سفلتة المقطع النهائي للجسر من جانب تامان. على الجانب الآخر تجري أعمال البناء لربط الرصيف المنحدر المؤقت بالجسر.
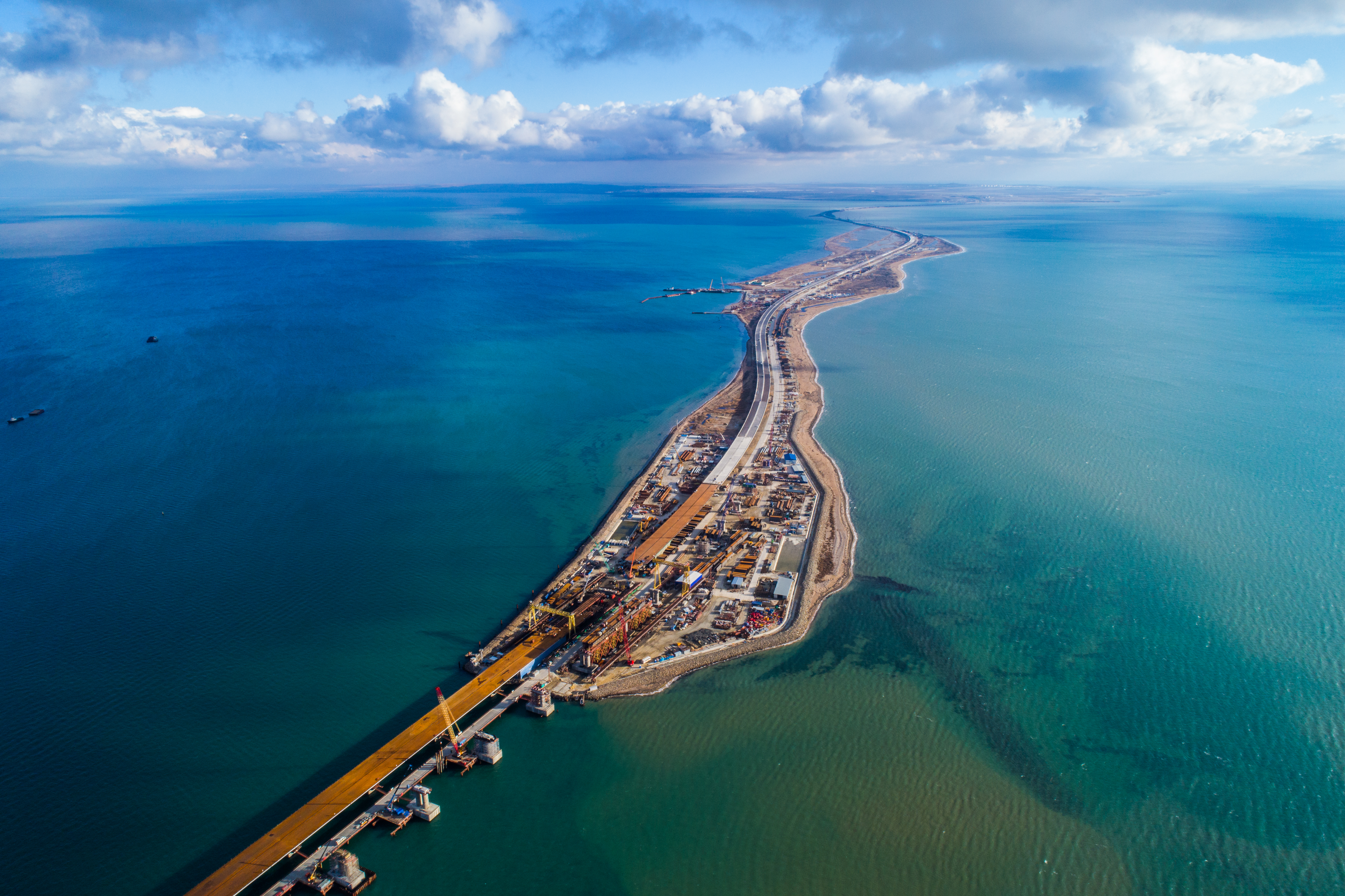
صب الخرسانة وسفلتة الجسر في جزيرة توزلا.
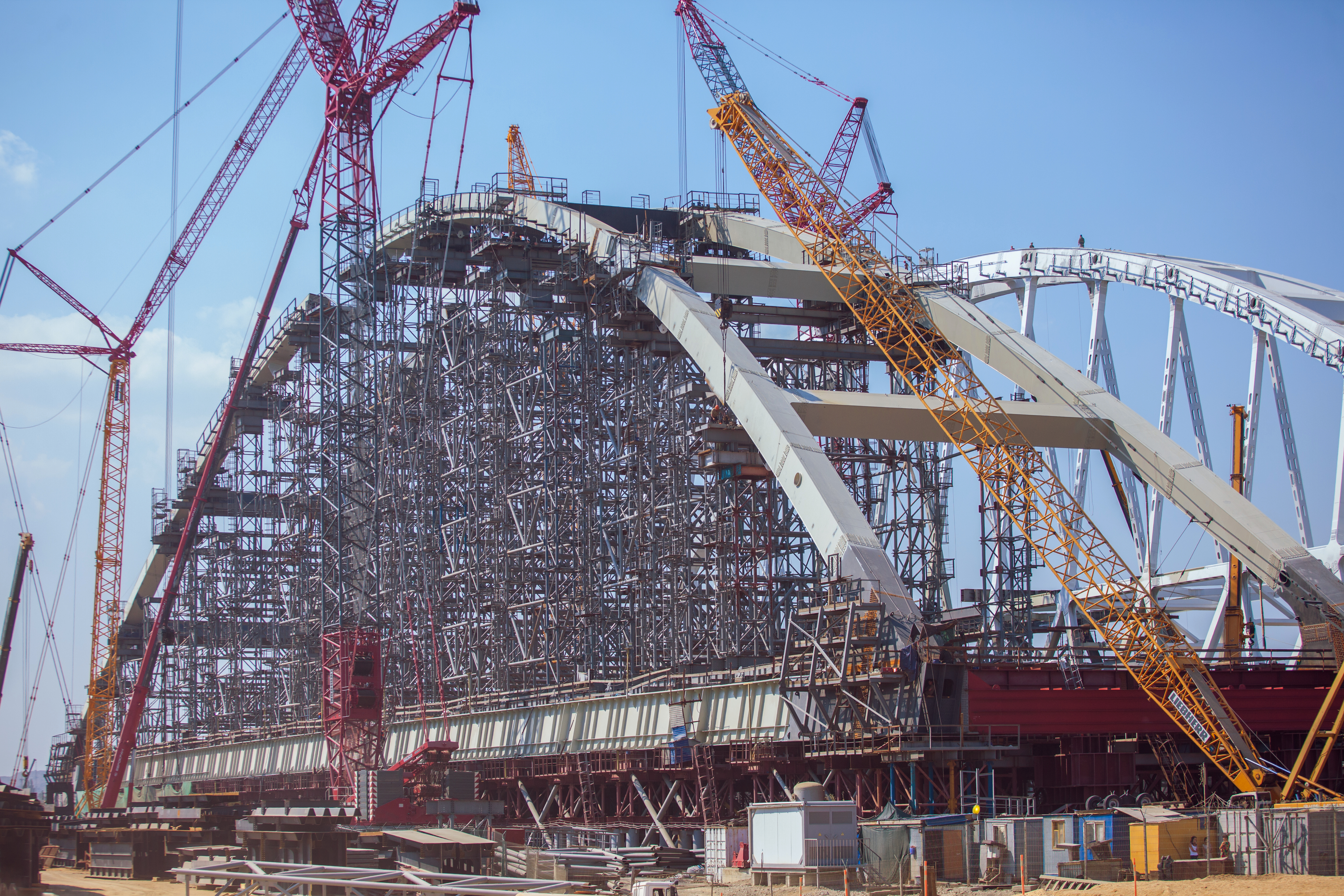
استكمال تجميع الأقواس على الرصيف وتجهيزها للنقل والتركيب على الدعامات.
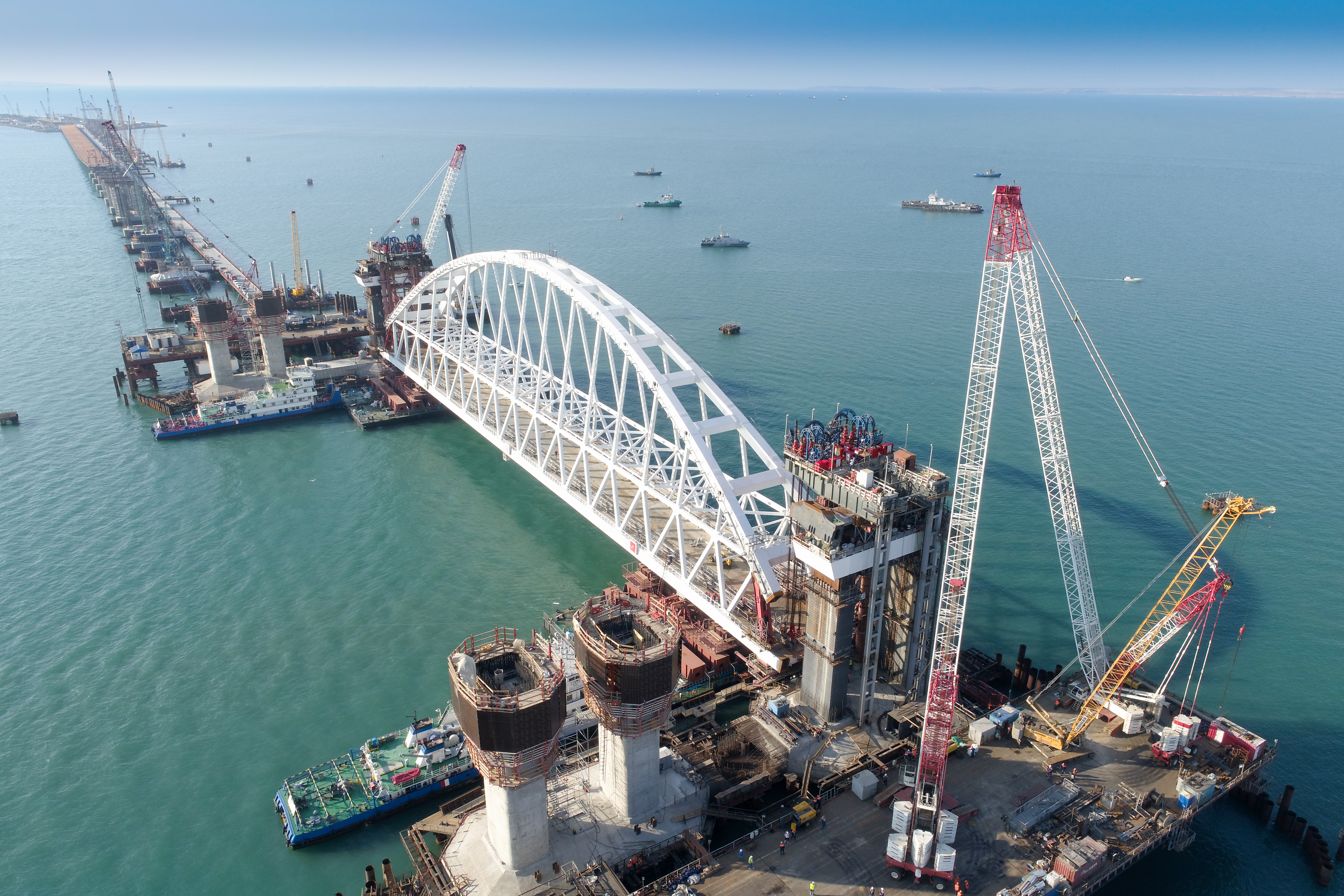
تركيب قوس الجسر في أغسطس 2017.
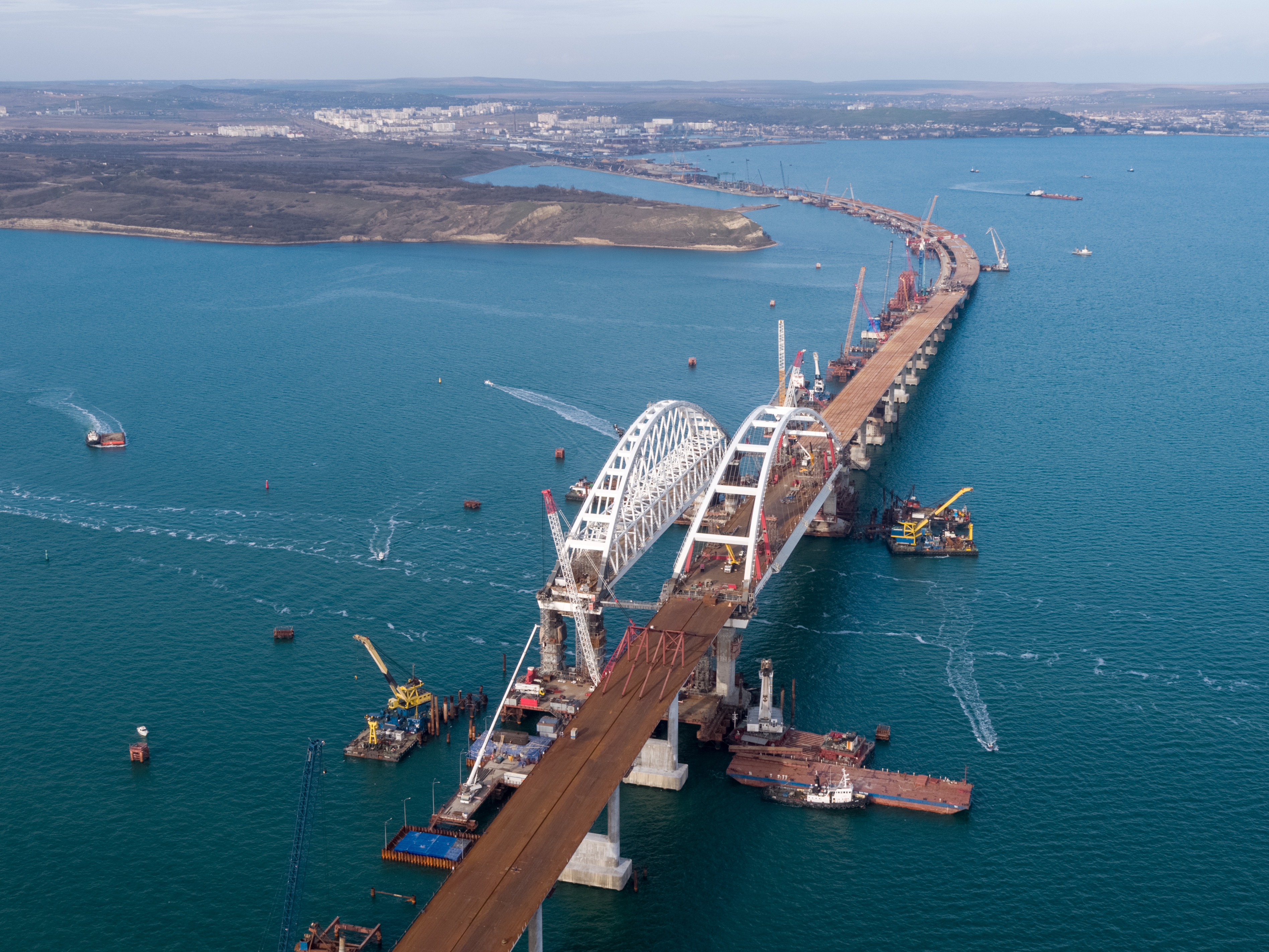
الأقواس الجاهزة وعملية تركيب قطع الجسر المتبقية.
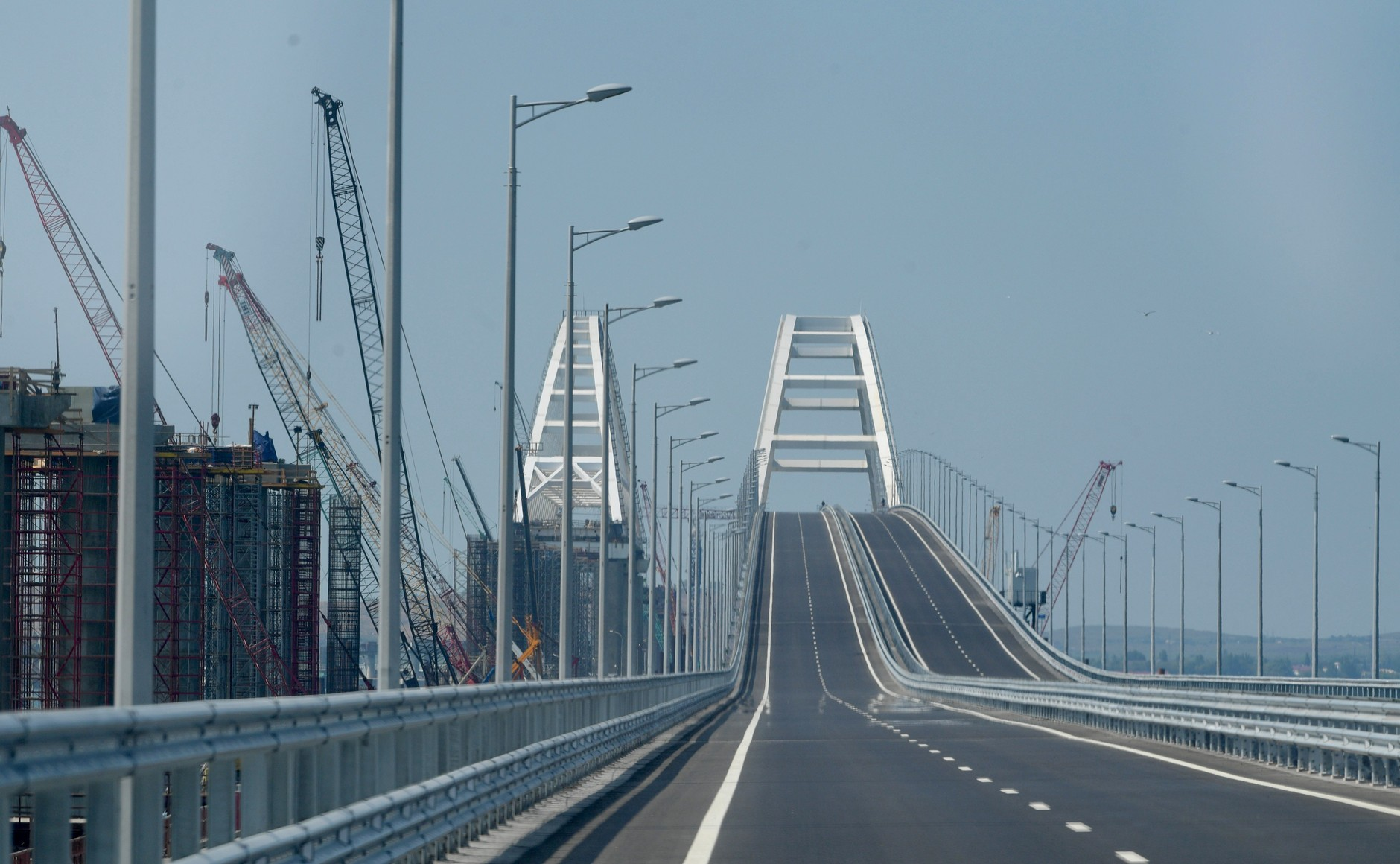
الجسر في 15 مايو 2018. جسر السكك الحديدية - الذي كان قيد الإنشاء في ذلك الوقت - يمكن رؤيته على اليسار.

### بلغات أجنبية
1. 1 2 3   http://gpsm.ru/deyatelnost/krymskij-most-2/. {{استشهاد ويب}}: |url= بحاجة لعنوان (مساعدة) والوسيط |title= غير موجود أو فارغ (من ويكي بيانات) (مساعدة)
2. ↑   https://archive.today/20180810201722/http://tass.ru/v-strane/4450880. مؤرشف من الأصل في 2018-08-10. {{استشهاد ويب}}: |archive-url= بحاجة لعنوان (مساعدة) والوسيط |title= غير موجود أو فارغ (من ويكي بيانات) (مساعدة)
3. ↑  "Крымский мост открыли для проезда грузовиков: фото и видео" Крымский мост открыли для проезда грузовиков: фото и видео [Crimean Bridge has been opened for truck traffic: photo and video]. 24.ua (بالروسية). Archived from the original on 2020-02-09. Retrieved 2019-05-27.
4. ↑  "Голосование за название строящегося в Керченском проливе моста завершено". Interfax.ru (بru-RU). 17 Dec 2017. Archived from the original on 2019-12-20. Retrieved 2018-05-17.{{استشهاد بخبر}}:  صيانة الاستشهاد: لغة غير مدعومة (link)
5. 1 2  "Предисловие | Мост через Керченский пролив". kerch.rusarchives.ru. مؤرشف من الأصل في 2019-06-17. اطلع عليه بتاريخ 2019-12-05.
6. ↑  "Крым, Украину и Россию смогут объединить прокладчики туннеля под Ла-Маншем". www.kommersant.ru (بالروسية). Archived from the original on 2021-09-13. Retrieved 2021-09-13.
7. 1 2 3  "Лужков присоединяет Крым к России". kommersant.ru (بالروسية). Archived from the original on 2021-08-24. Retrieved 2021-09-19.
8. ↑  "Между Керчью и Россией построят мост". podrobnosti.ua (بالروسية). Archived from the original on 2019-03-27. Retrieved 2021-09-19.
9. ↑  "Россия и Украина договорились строить мост через Керченский пролив". lenta.ru (بالروسية). Archived from the original on 2020-12-05. Retrieved 2021-09-19.
10. ↑  "Azarov creates group for bridging the Kerch Strait". Kyiv post (بالإنجليزية). Archived from the original on 2020-04-17. Retrieved 2021-09-19.
11. ↑  "Russia, Ukraine to construct bridge across Kerch Strait". Kyiv post (بالإنجليزية). Archived from the original on 2020-04-17. Retrieved 2021-09-19.
12. ↑  ""Украина выбрала северный вариант моста через Керченский пролив"". kavkaz-uzel.eu (بالروسية). Archived from the original on 2019-12-07. Retrieved 2021-09-19.
13. 1 2 3 4 5  "Мост к соседям". vedomosti.ru (بالروسية). Archived from the original on 2021-08-24. Retrieved 2021-09-19.
14. ↑  "Medvedev Signs Decree Creating Contractor for Kerch Strait Bridge Project". The Moscow Times (بالإنجليزية). Archived from the original on 2020-09-18. Retrieved 2021-09-19.
15. ↑  "Объявлен конкурс на инженерные изыскания по строительству Керченского моста". tass.ru (بالروسية). Archived from the original on 2019-12-09. Retrieved 2021-09-19.
16. 1 2  "Russia's bridge link with Crimea moves nearer to completion". theguardian.com (بالإنجليزية). Archived from the original on 2021-09-14. Retrieved 2021-09-14.
17. ↑  "Dependence on Russia Is Likely to Leave Region's Economy in a Precarious State". The New York Times (بالإنجليزية). Archived from the original on 2021-09-14. Retrieved 2021-09-14.
18. ↑  "Putin opens 12-mile bridge between Crimea and Russian mainland". theguardian.com (بالإنجليزية). Archived from the original on 2021-09-14. Retrieved 2021-09-14.
19. ↑  "Bridge connects annexed Crimea to Russia – and Putin to a dream dating back to the last Tsar". scmp.com (بالإنجليزية). Archived from the original on 2021-09-14. Retrieved 2021-09-14.
20. ↑  "Russia Makes Bold Move to Try to Solidify Control Over Crimea". dailysignal.com (بالإنجليزية). Archived from the original on 2021-09-14. Retrieved 2021-09-14.
21. ↑  "Как всего за два года был построен Крымский мост". dailysignal.com (بالروسية). Archived from the original on 2021-09-14. Retrieved 2021-09-14.
22. ↑  "Russia to Build Bridge to Crimea". sputniknews.com (بالإنجليزية). Archived from the original on 2021-09-14. Retrieved 2021-09-14.
23. ↑  "Ukraine conflict: Putin ally to build bridge to Crimea". bbc.com (بالإنجليزية). Archived from the original on 2021-09-14. Retrieved 2021-09-14.
24. ↑  "Ukraine withdraws from Kerch Strait bridge project with Russia". tass.com (بالإنجليزية). Archived from the original on 2021-09-14. Retrieved 2021-09-14.
25. ↑  Statement of the Ministry of Foreign Affairs of Ukraine on the unlawful launch of the Kerch Strait bridge by the Russian Federation (Report). United Nations. 2018. مؤرشف من الأصل في 2019-12-20.
26. ↑  "Киев считает противоправным введение РФ запрета на судоходство через Керченский пролив". interfax.com (بRussia). Archived from the original on 2021-09-14. Retrieved 2021-09-14.{{استشهاد ويب}}:  صيانة الاستشهاد: لغة غير مدعومة (link)
27. ↑  "Statement by the delegation of Ukraine at the 28th meeting of States Parties to the UNCLOS". ukraineun.org (بالإنجليزية). Archived from the original on 2021-09-14. Retrieved 2021-09-14.
28. ↑  "U.S. imposes sanctions on 'Putin's bridge' to Crimea". reuters.com (بالإنجليزية). Archived from the original on 2021-09-14. Retrieved 2021-09-14.
29. ↑  Problem of the militarization of the Autonomous Republic of Crimea and the city of Sevastopol, Ukraine, as well as parts of the Black Sea and the Sea of Azov (Report). United Nations. 2019. مؤرشف من الأصل في 2020-08-08.
30. ↑  "Russia Defends Opening of Crimea Bridge Against U.S. Criticism". themoscowtimes.com (بالإنجليزية). Archived from the original on 2021-09-14. Retrieved 2021-09-14.
31. ↑  "Russia's bridge link with Crimea moves nearer to completion". theguardian.com (بالإنجليزية). Archived from the original on 2021-09-14. Retrieved 2021-09-14.
32. ↑  "Russia builds bridge to Crimea". bridgeweb.com (بالإنجليزية). Archived from the original on 2021-09-14. Retrieved 2021-09-14.
33. ↑  "ТЭО Керченского моста будет готово к декабрю". rg.ru (بالروسية). Archived from the original on 2021-09-14. Retrieved 2021-09-14.
34. ↑  "…И распахнутся в Крым ворота". transportrussia.ru (بالروسية). Archived from the original on 2021-09-14. Retrieved 2021-09-14.
35. ↑  Kolyushe, Igor (ed.). "Технические особенности проектирования Крымского моста" (PDF). Дороги. Инновации в строительстве (بالروسية). Archived from the original (PDF) on 2021-07-25. Retrieved 2021-09-14.
36. ↑  ""Это, по сути, половина дела"". kommersant.ru (بالروسية). Archived from the original on 2021-09-14. Retrieved 2021-09-14.
37. 1 2  "Europe's Longest Bridge Spans Troubled Waters". engineering.com (بالإنجليزية). Archived from the original on 2018-10-13. Retrieved 2021-09-14.
38. ↑  "Kerch Strait Bridge may collapse at any time – expert". Union Information Agency (بالإنجليزية). Archived from the original on 2021-09-14. Retrieved 2021-09-14.
39. ↑  "200 бомб найдено в районе строительства моста через Керченский пролив". tvzvezda.ru. مؤرشف من الأصل في 2020-01-20. اطلع عليه بتاريخ 2017-12-13.
40. ↑  "Автодорожная часть Крымского моста открылась для движения автомобилей" Минтранс: строительство железнодорожной части Крымского моста идет по графику [The road section of the Crimean Bridge opened for traffic]. ТАСС. مؤرشف من الأصل في 2020-01-11. اطلع عليه بتاريخ 2019-11-28. {{استشهاد ويب}}: |archive-date= / |archive-url= timestamp mismatch (مساعدة)
41. ↑  "Автодорожная часть Крымского моста открылась для движения автомобилей" [The road section of the Crimean Bridge opened for traffic]. TACC. مؤرشف من الأصل في 2021-09-13. اطلع عليه بتاريخ 2021-09-13.
42. ↑  "Строители собрали все пролеты железнодорожной части Крымского моста" [The builders have collected all the spans of the railway part of the Crimean bridge]. TACC. مؤرشف من الأصل في 2021-09-13. اطلع عليه بتاريخ 2021-09-13.
43. ↑  "Строители завершили укладку рельсов на Крымском мосту" [The builders have completed the laying of rails on the Crimean bridge]. ria.ru. مؤرشف من الأصل في 2021-09-13. اطلع عليه بتاريخ 2021-09-13.
44. ↑  "«Рано или поздно моста не станет»: почему в России опасаются пускать грузовые поезда в Крым" ["Sooner or later the bridge will not be": why in Russia they are afraid to let freight trains into Crimea]. ru.krymr. مؤرشف من الأصل في 2021-09-13. اطلع عليه بتاريخ 2021-09-13.
45. ↑  "Russia Launches Direct Crimea Train Ticket Sales". The Moscow Times. مؤرشف من الأصل في 2021-09-13. اطلع عليه بتاريخ 2021-09-13.
46. ↑  "Putin takes first train across Crimea bridge". france 24. مؤرشف من الأصل في 2021-09-13. اطلع عليه بتاريخ 2021-09-13.
47. ↑  "Первый поезд проехал по Крымскому мосту" [The first train passed over the Crimean bridge]. kommersant.ru. مؤرشف من الأصل في 2021-09-13. اطلع عليه بتاريخ 2021-09-13.
48. ↑  "По Крымскому мосту запустили железнодорожное грузовое движение" [Railway freight traffic was launched on the Crimean bridge]. kommersant.ru. مؤرشف من الأصل في 2021-09-13. اطلع عليه بتاريخ 2021-09-13.
49. ↑  "Железная дорога Крымского моста построена с расчетом на дальнейшую электрификацию" [The Crimean Bridge railway was built with the expectation of further electrification]. TACC. مؤرشف من الأصل في 2021-09-14. اطلع عليه بتاريخ 2021-09-14.
50. ↑  "Ancient Greek artifact unearthed at Crimean bridge construction site". RUSSIA BEYOND. مؤرشف من الأصل في 2021-09-14. اطلع عليه بتاريخ 2021-09-14.
51. ↑  انفجار جسر القرم.. اكتشافات "خطيرة" وإعلان أول الضحايا سكاي نيوز، 8 اكتوبر 2022. نسخة محفوظة 10 أكتوبر 2022 على موقع واي باك مشين.

## وصلات خارجية
- فيديو من قناة روسيا اليوم: حفل افتتاح الجسر 15-5-2018.